# 2012-es Grand Prix de SAR La Princesse Lalla Meryem
A 2012-es Grand Prix de SAR La Princesse Lalla Meryem női tenisztornát Marokkó egyik városában, Fezben rendezték meg 2012. április 23. és 29. között. A verseny International kategóriájú, összdíjazása 220 000 dollár volt. A mérkőzéseket salakos pályán játszották, 2012-ben tizenkettedik alkalommal.

## Győztesek
Az egyéni győzelmet a holland Kiki Bertens szerezte meg, miután a döntőben 7–5, 6–0-ra legyőzte a spanyol Laura Pous Tiót.
Bertens a selejtezőből indult, korábban csupán egy alkalommal játszott főtáblás mérkőzést WTA-tornán, 2011-ben a hollandiai ’s-Hertogenboschban, de akkor az első körben kikapott. A döntőbe vezető úton két kiemeltet is legyőzött, Chanelle Scheeperst a második körben, az előző két évben döntőig jutó Simona Halepet pedig az elődöntőben. Pous Tió szintén az első WTA-döntőjét játszotta, korábban háromszor volt elődöntős, de annál tovább soha nem jutott.
A párosok viadalát a Petra Cetkovská–Alekszandra Panova-páros nyerte meg, a döntőben 3–6, 7–6(5), [11–9]-re legyőzve az Irina-Camelia Begu–Alexandra Cadanțu-kettőst. A második szettben Begu és Cadanțu már 6–3, 5–3-ra vezetett, öt mérkőzéslabdájuk is volt, de egyiket sem tudták kihasználni. A tíz pontig játszott szuper tie-breakben Cetkovska és Panova 9–3-ra vezetett, s hat meccslabda elrontása után a hetedik kihasználásával szerezték meg a tornagyőzelmet. Cetkovskának ez volt a második, Panovának pedig a harmadik WTA-győzelme párosban.

## Döntők

### Egyéni
Kiki Bertens –  Laura Pous Tió 7–5, 6–0

### Páros
Petra Cetkovská /  Alekszandra Panova –  Irina-Camelia Begu /  Alexandra Cadanțu 3–6, 7–6(5), [11–9]

## Világranglistapontok és pénzdíjazás

### Pontok
| Eredmény           | Egyéni | Páros |
| ------------------ | ------ | ----- |
| Győzelem           | 280    | 280   |
| Döntő              | 200    | 200   |
| Elődöntő           | 130    | 130   |
| Negyeddöntő        | 70     | 70    |
| 16 között          | 30     | 1     |
| 32 között          | 1      | –     |
| Főtáblára jutás    | 16     | –     |
| Selejtező (döntő)  | 10     | –     |
| Selejtező (2. kör) | 6      | –     |
| Selejtező (1. kör) | 1      | –     |

### Pénzdíjazás
A torna összdíjazása a többi International versenyhez hasonlóan 220 000 amerikai dollár volt. Az egyéni bajnok 37 000 dollárt, a győztes páros együttesen 11 000 dollárt kapott.
| Eredmény           | Egyéni   | Páros    |
| ------------------ | -------- | -------- |
| Győzelem           | 37 000 $ | 11 000 $ |
| Döntő              | 19 000 $ | 5750 $   |
| Elődöntő           | 10 200 $ | 3100 $   |
| Negyeddöntő        | 5340 $   | 1650 $   |
| 16 között          | 2950 $   | 860 $    |
| 32 között          | 1725 $   | –        |
| Selejtező (döntő)  | 860 $    | –        |
| Selejtező (2. kör) | 460 $    | –        |
| Selejtező (1. kör) | 265 $    | –        |